# یوسف‌علی
یوسف‌علی (به ترکی استانبولی: Yusufeli، به ارمنی: Բերդագրակ، به گرجی: ახალთი) یک منطقهٔ مسکونی در ترکیه است که در استان آرتوین واقع شده‌است. یوسف‌علی ۷۴۱ متر بالاتر از سطح دریا واقع شده‌است.